# Lam Kor-wan
Lam Kor-wan (林過雲), né le 22 mai 1955, est un tueur en série hongkongais condamné en 1984 à la prison à perpétuité pour les meurtres de 4 femmes survenus entre février et juillet 1982.

## Biographie
Lam est né le 22 mai 1955 à Hong Kong sous le nom de Lam Kwok-yue. Il est d'origine chinoise et malaise. Après avoir obtenu son diplôme, il a travaillé comme technicien en climatisation dans un atelier de réparation de motos. Le 6 octobre 1973, Lam a été arrêté après avoir menacé une femme nommée Chau avec un couteau. Son médecin a souligné qu'il souffrait de problèmes psychologiques et qu'il n'était pas apte à être jugé ou condamné à la prison. Il a donc été interné dans un hôpital psychiatrique pour y être traité, et a été libéré après 102 jours de traitement.
En décembre 1978, Lam obtient son permis de conduire pour taxi et devient chauffeur de nuit à plein temps en 1980. Pendant cette période, il s'est également intéressé à la photographie, et a été membre de nombreux clubs de photographie.

## Meurtres
Travaillant comme chauffeur de taxi, Lam prenait des passagères, les étranglait avec un câble électrique, les emmenait au domicile familial et les démembrait. Son surnom anglais, « The Jar Killer » (littéralement : « le tueur au bocal »), lui est donné après la découverte par la police de son modus operandi : il conservait les organes génitaux de ses victimes dans des récipients Tupperware (boites en plastique). Passionné de photographie, il prenait fréquemment des photos et vidéos de ses victimes, allant même jusqu'à se filmer en train de pratiquer des actes de nécrophilie sur sa quatrième victime. La presse chinoise l'a surnommé « le boucher des nuits pluvieuses », car plusieurs de ses attaques ont eu lieu par ce temps. 
Lam partageait la chambre avec son frère, qui n'était pas au courant de ses activités ; Lam travaillait de nuit, afin de pouvoir écraser ses victimes chez lui pendant la journée sans que sa famille immédiate ne le sache. Son frère était d'abord considéré comme suspect dans l'enquête, mais la police a déterminé plus tard que Lam agissait seul. Les corps ont été jetés de son taxi vers les Nouveaux Territoires et l'île de Hong Kong, et ils ont tous finalement été localisés.

## Victimes
Les victimes dans cette affaire ont été identifiées lorsque deux professeurs du Prince Philip Dental Hospital de l'université de Hong Kong ont créé et perfectionné un nouveau système de superposition de photos. Ce système impliquait de prendre une radiographie (rayons X) du crâne post-mortem avec une photographie ante-mortem de la victime possible et de faire correspondre les similitudes en superposant la photographie sur le crâne, similaire à la méthode médico-légale utilisée dans les empreintes digitales.

### Chan Fung-lan
Chan Fung-lan (陳鳳蘭), danseuse de boîte de nuit de 22 ans et mère de deux enfants, a pris un taxi conduit par Lam à Tsim Sha Tsui, après avoir pris un verre avec des amis le 3 février à 16 h (heure locale) après le travail. Lam conduit la jeune fille ivre chez lui à To Kwa Wan, pour récupérer un câble électrique et la tuer. Le lendemain, Lam enlève les vêtements du cadavre pour le prendre en photo. Le cadavre est ensuite découpé en sept morceaux, un processus enregistré dans une vidéo intitulée A Serious Secret. Les organes génitaux féminins sont placés dans une boîte en plastique et conservés dans du vin de riz, puis enveloppés dans du papier journal et placés dans un sac en plastique.

### Chan Wan-kit
Chan Wan-kit (陳雲潔), travaillant à la St. Augustine Bank, âgée de 31 ans, quitte son travail le 29 mai à 17 h 20 (heure locale) et appelle un taxi conduit par Lam sous une pluie battante. Lam la menotte et l'étrangle à mort avec un câble électrique. Cette fois, Lam utilie un scalpel chirurgical pour démembrer la victime et couper les deux seins et toute la zone pubienne pour l'embaumer. Le reste du corps est enveloppé dans du papier journal et placé dans un sac, qui a été placé dans le coffre d'un taxi et jeté de nuit sur la pente de Tai Hang Road. Le démembrement a été filmé dans la vidéo A Serious Secret.

### Leung Sau-wan
Leung Sau-wan (梁秀雲), 29 ans, serveuse au Burger King et agente de nettoyage des rues, est tuée peu après avoir quitté son travail le 18 juin à 4 h 0 du matin (heure locale) dans un taxi conduit par Lam. Lam ramènera le corps chez lui, le photographie et enregistre là aussi le démembrement sur vidéo. Pour faciliter son « travail », Lam place sa caméra vidéo sur un lit superposé et utilise le minuteur pour capturer ses mouvements. Le démembrement de Lam était plus méticuleux que les deux précédents, puisqu'il n'a pas eu besoin de manipuler la caméra, et qu'il a même ouvert l'abdomen de la victime, retiré les intestins et les a goûtés dans sa bouche. Lam voulait essayer le cannibalisme mais a abandonné parce qu'il se sentait malade. Le cadavre a été jeté aussi sur la pente de Tai Hang Road.

### Leung Wai-sum
Leung Wai-sum (梁惠心), une étudiante de 17 ans de la St. Andrews School et ouvrière dans une usine de plastique, appelle un taxi devant l'hôtel à 23 h pour retourner à son appartement après avoir assisté à un pot de départ à l'hôtel Victory le 1er juillet. La famille a appelé les étudiants qui ont participé au banquet et tous se sont mis à la recherche de  Tsim Sha Tsui, en vain. La police a informé toutes les patrouilles de police et les hôpitaux de Hong Kong de l'endroit où se trouvait la personne disparue publiant un avis de recherche et des photos le 5 août pour obtenir des informations, mais en vain. Leung aurait été menottée et étranglée avec un câble électrique après être entrée dans le taxi de Lam. Puis l'a ramené chez lui pour la violer et démembrer son corps, processus qu'il a enregistré dans une vidéo intitulée Operation 4.

## Arrestation et peine
Lam a été arrêté par des policiers en civil le 17 août 1982. Il avait essayé de faire développer la pellicule de ses photos d'une de ses victimes mutilées dans un magasin Kodak. Le gérant du magasin de Mong Kok a alerté la police, et lorsque Lam est revenu pour récupérer les photos, la police l'attendait. Lorsqu'il a été confronté à la situation, Lam a prétendu que les photos appartenaient à un ami qui travaillait sur un bateau et qui devait le rencontrer sous peu ; comme il ne s'est pas présenté, la police a escorté Lam jusqu'à l'appartement de sa famille au premier étage de la rue Kwei Chau et l'a fouillé. La police a trouvé une vieille boîte de munitions dans la chambre que Lam partageait avec son frère, qui contenait de la pornographie et d'autres photos de cadavres, des cassettes vidéo et plusieurs récipients Tupperware contenant des organes génitaux féminins.
Le 8 avril 1983, après un long procès de trois semaines devant un jury de sept membres, Lam est reconnu coupable de quatre meurtres et condamné à mort par pendaison. Le 29 août 1984, la peine de Lam est commuée en réclusion à perpétuité, comme il était coutume avant l'abolition de la peine de mort à Hong Kong en 1993. Il purge actuellement une peine d'emprisonnement à perpétuité dans la prison à très haute sécurité de Shek Pik. D'après le psychiatre William Green, Lam aurait déclaré que « l'une des victimes » avait « mangé une partie de son intestin » et que sa motivation n'était pas principalement sexuelle, mais que c'était « qui lui avait dit de tuer les victimes. »